# دیگو کوستا
دیگو دا سیلوا کوستا (به پرتغالی: Diego da Silva Costa) (زادهٔ ۷ اکتبر ۱۹۸۸ در لاگارتو) بازیکن فوتبال اهل برزیل-اسپانیا است.

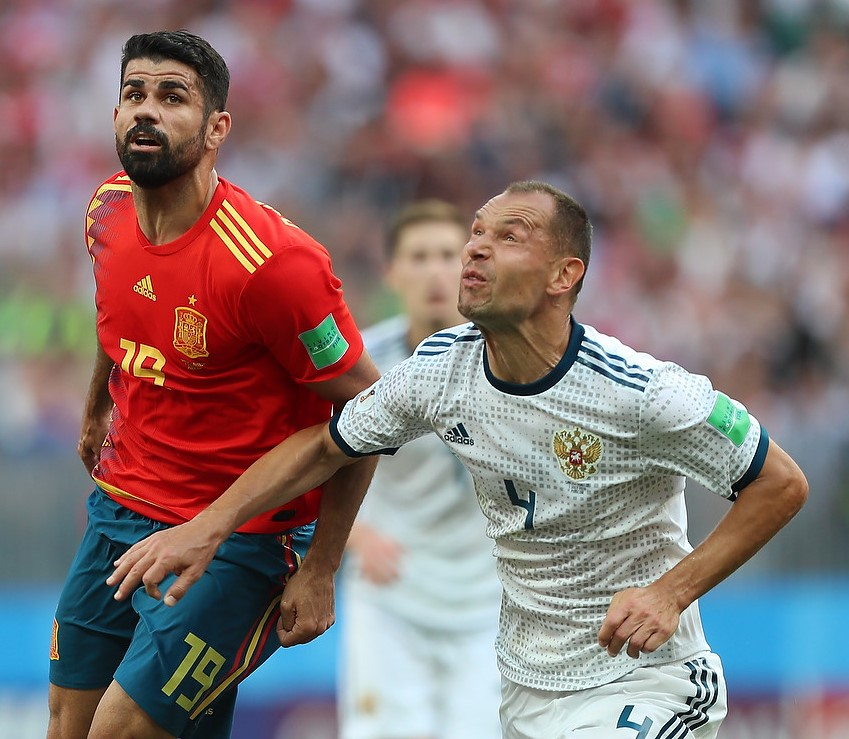
دیگو کوستا با اسپانیا در جام جهانی فوتبال ۲۰۱۸ در مقابل روسیه

## باشگاهی
وی سابقهٔ عضویت در تیم‌های براگا، اتلتیکو مادرید، سلتاویگو، آلباسته، رئال وایادولید، رایو وایکانو و چلسی را دارد. وی از باشگاه اتلتیکو جدا شد و لوییز سوارز جایگزینش شد.او بعد از فسخ بااتلتیکو مادرید حدود ۷ ماه از دنیای فوتبال دور بود ولی در اخر به اتلتیکو مینیرو باشگاهی از زادگاهش رفت.

## تیم ملی برزیل
کوستا اولین بار توسط فیلیپه اسکولاری در ۵ مارس ۲۰۱۳ به تیم ملی فوتبال برزیل دعوت شد. وی ۲ بازی دوستانهٔ ملی برای تیم ملی برزیل به انجام رسانده‌است. اولین بازی ملی وی در مقابل تیم ملی ایتالیا و دومین بازی ملی وی نیز در مقابل تیم ملی روسیه رقم خورد.

## تیم ملی اسپانیا
کوستا اولین بار توسط ویسنته دل بوسکه در ۲۸ فوریه ۲۰۱۴ به تیم ملی فوتبال اسپانیا دعوت شد. اولین بازی ملی وی برای اسپانیا در ۵ مارس ۲۰۱۴ در یک بازی دوستانه مقابل تیم ملی ایتالیا رقم خورد. وی در این بازی که در ورزشگاه ویسنته کالدرون و به میزبانی اسپانیا انجام شد، ۹۰ دقیقه و به صورت کامل در ترکیب تیم اسپانیا نیز حضور داشت و این بازی با نتیجهٔ ۱–۰ به سود اسپانیا به پایان انجامید. وی در جام جهانی ۲۰۱۴ و جام جهانی ۲۰۱۸ نیز به همراه تیم ملی اسپانیا حضور داشت. او سابقه گلزنی در جام جهانی مقابل تیم ملی فوتبال ایران را دارد.

دیگو کوستا در جام جهانی ۲۰۱۸

## آمار بازی‌های ملی
| تیم ملی فوتبال برزیل | تیم ملی فوتبال برزیل | تیم ملی فوتبال برزیل |
| سال                  | تعداد بازی           | تعداد گل             |
| -------------------- | -------------------- | -------------------- |
| ۲۰۱۳                 | ۲                    | ۰                    |
| مجموع                | ۲                    | ۰                    |

| تیم ملی فوتبال اسپانیا | تیم ملی فوتبال اسپانیا | تیم ملی فوتبال اسپانیا |
| سال                    | تعداد بازی             | تعداد گل               |
| ---------------------- | ---------------------- | ---------------------- |
| ۲۰۱۴                   | ۷                      | ۱                      |
| ۲۰۱۵                   | ۳                      | ۰                      |
| ۲۰۱۶                   | ۴                      | ۳                      |
| ۲۰۱۷                   | ۲                      | ۲                      |
| ۲۰۱۸                   | ۶                      | ۵                      |
| مجموع                  | ۲۲                     | ۱۰                     |

## افتخارات

### باشگاهی
اتلتیکو مادرید
- لا لیگا (۱): ۱۴–۲۰۱۳
- کوپا دل ری (۱): ۱۳–۲۰۱۲
- سوپرجام اروپا (۳): ۲۰۱۰، ۲۰۱۲، ۲۰۱۸
- سوپر جام فوتبال اسپانیا: ۲۰۱۳ (نایب قهرمانی)
- لیگ قهرمانان اروپا: ۱۴–۲۰۱۳ (نایب قهرمانی)
- لیگ اروپا (۱): ۱۸–۲۰۱۷

 چلسی
- لیگ برتر (۲): ۱۵–۲۰۱۴، ۱۷–۲۰۱۶
- جام اتحادیه (۱): ۱۵–۲۰۱۴

### فردی
- کوپا دل ری: آقای گل فصل ۱۳–۲۰۱۲ با ۸ گل